# Spirostreptus moseleyi
Spirostreptus moseleyi är en mångfotingart som beskrevs av Pocock. Spirostreptus moseleyi ingår i släktet Spirostreptus och familjen Spirostreptidae. Inga underarter finns listade i Catalogue of Life.